# Rückflusskühler

Apparatur zur Durchführung chemischer Reaktionen bei der Siedetemperatur des verwendeten Lösungsmittels: (1) Allihn- oder Kugelkühler; (2) Klammer; (3) Rundkolben; (4) Heizpilz; (5) Laborboy (Hebebühne)

Viele chemische Reaktionen sind mit dem Erwärmen von Reaktionsgemischen in Lösungsmitteln verbunden. Oft wird eine organisch-chemische Reaktion am Siedepunkt des verwendeten Lösungsmittels durchgeführt. Um das Lösungsmittel am Verlassen des Reaktionsgefäßes (z. B. Rundkolben) zu hindern, wird ein Rückflusskühler aus Glas senkrecht auf die Apparatur aufgesetzt, siehe Abbildung. An den Kühlflächen kondensieren die durch das Aufheizen oder durch die frei werdende Reaktionsenthalpie gebildeten Lösungsmittel-Dämpfe und tropfen in die Reaktionsmischung zurück. Als Kühlmittel wird im Rückflusskühler fast immer Leitungswasser eingesetzt, nur bei extrem hochsiedenden Lösungsmitteln, die einen Siedepunkt über 150 °C besitzen, kommt eine Luftkühlung in Frage.
Soxhlet-Apparaturen enthalten ebenfalls Rückflusskühler.

Verschiedene Rückflusskühlertypen sind in dem Artikel Laborkühler beschrieben.

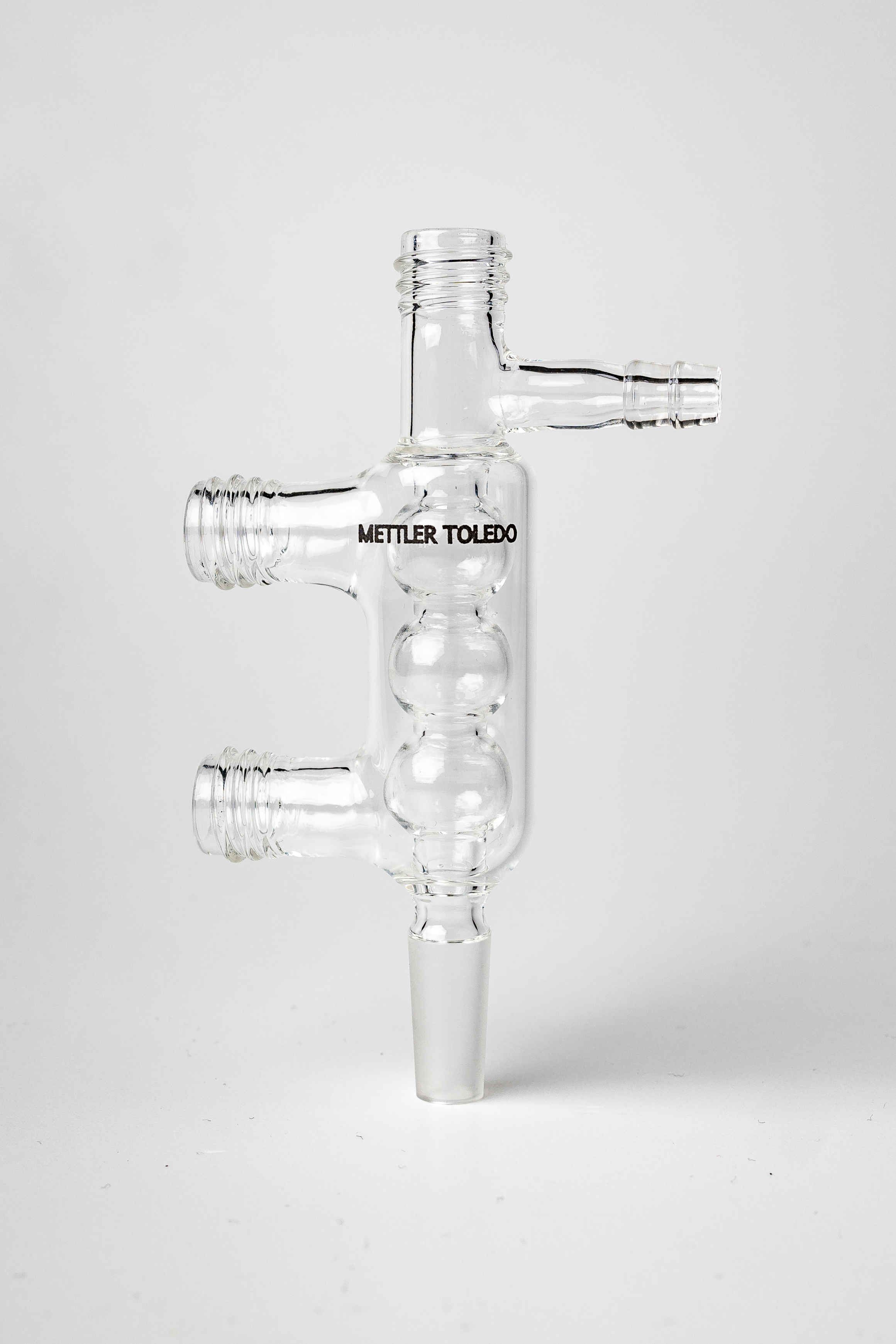
Ein Rückflusskühler für Arbeiten im Milligramm-/Milliliterbereich.